# Wuxihua
Wuxihua is een dialect uit de Chinese taal Wu (taal). Het wordt gesproken in de stad Wuxi in de provincie Jiangsu, Volksrepubliek China. Het lijkst soms op Sjanghainees en Suzhouhua. Wuxihua behoort tevens tot het hoofddialect Taihuhua. Het Wuxihua lijkt helemaal niet op het Standaardmandarijn, dat de officiële taal is van China.
- Sino-Tibetaanse talen
  - Chinese talen
    - Wu
      - Taihuhua
        - Wuxihua